# Randall Terry
Randall Allen Terry, född 25 april 1959 i Rochester i New York, är en amerikansk politiker, aktivist och abortmotståndare. Han är mest känd som grundaren av anti-abortorganisationen "Operation Rescue" som är kända för att blockera ingångar till abortkliniker.. Terry har blivit arresterad ett 40-tal gånger, bland annat för att ha skickat en burk med ett foster till Bill Clinton under Demokraternas konvent 1992, och dömdes till 6 månader fängelse för detta. Han ställde upp som presidentkandidat för Constitution Party i presidentvalet 2024.

## Presidentkampanj 2024
I april 2024 blev Terry nominerad till presidentkandidat för Constitution Party och har uttalat ambitionen att hjälpa Donald Trump med att förgöra det Demokratiska partiet. I augusti 2024 avslöjades det att vissa donatorer inom demokraterna i hemlighet jobbat för Terrys räkning, i syfte att få honom kvalificerad för en plats på valsedlarna i vågmästarstaterna och även främjat hans kampanj i syfte att försöka ta röster från republikanerna.